# Frédérique Matla
Frédérique Matla (Huizen, 1996. december 28. –) olimpiai, világ- és Európa-bajnok holland gyeplabdázó. Csapatával győzni tudott 2021-ben a tokiói olimpián női gyeplabdában, ahol kilenc gólt szerezve ő lett a torna gólkirálya. A 2024-es a párizsi olimpián is tagja volt az aranyérmes holland válogatottnak.

## Pályafutása
Hét éves korában kezdett gyeplabdázni a valkenswaardi csapatban, ahol édesanyja is játszott. Fiatalon igazolt ’s-Hertogenbosch városának csapatába, amelynek azóta is tagja. A felnőtt csapatban a 2012–2013-as szezonban debütált. Együttesével több holland bajnoki címet és európai kupa-győzelmet ünnepelhetett.
A holland junior válogatottal ezüstérmes lett a 2016-os junior világbajnokságon. A tornán Matla 12 góllal lett gólkirály.
A holland felnőtt válogatottban 2017-ben mutatkozott be. Még abban az évben megnyerte első Európa-bajnoki címét, majd 2018-ban lett először világbajnok. A 2021-es tokiói olimpián a holland csapat mind a nyolc mérkőzését megnyerte, ezek mindegyikén a döntő kivételével Matla gólt tudott szerezni. Összesen elért kilenc találatával a gólkirályi címet is elhódította.
A válogatottban 2024. június 30-ig összesen 129-szer lépett pályára és 138 gólt szerzett.

## Sikerei, díjai
- Holland bajnok: 2014, 2015, 2016, 2017, 2018, 2021, 2022
- Euro Hockey League győztes: 2021, 2023
- Olimpiai bajnok: 2021, 2024
- Világbajnok: 2018, 2022
- Európa-bajnok: 2017, 2019, 2021, 2023

- Olimpia gólkirálya: 2021
- Európa-bajnokság gólkirálya: 2021
- Junior világbajnokság gólkirálya: 2016